# Dachauskolan

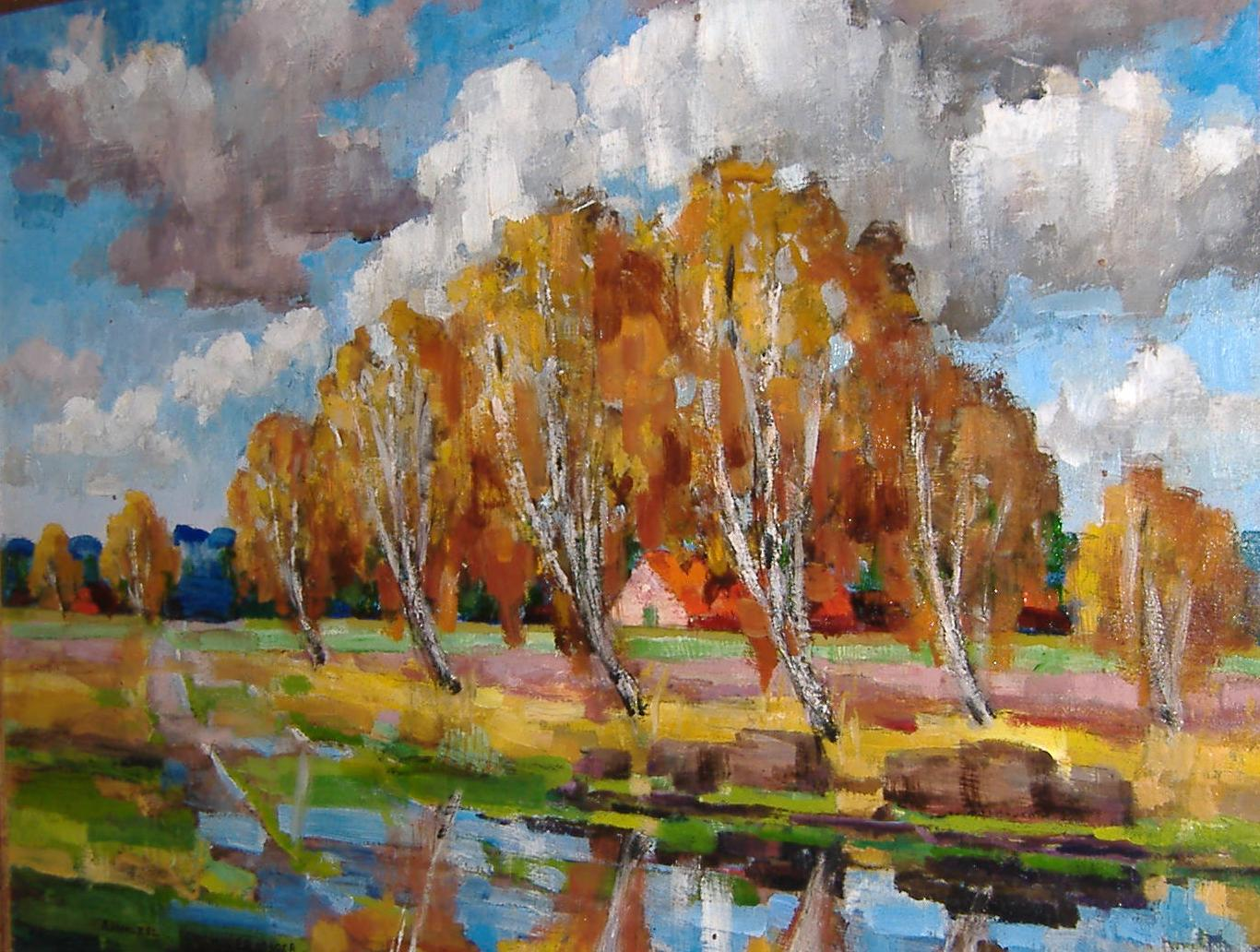
Adolf Hölzel, Dachauer Moor

Dachauskolan var en konstnärskoloni under 1890-talet och början av 1900-talet i Dachau utanför München. Bland dess företrädare fanns Ludvig Dill, Adolf Hölzel och Artur Langhammer, vilka anslöt sig 1897.
Dachau var nu känd i hela Tyskland som en konstkoloni. Det kom efter hand många andra välkända konstnärer till Dachau, såsom Max Liebermann, Lovis Corinth, Max Slevogt, Ludwig von Herterich, Hermann Linde, Anton Stadler, Paul Baum, och som student till Adolf Hölzel Emil Nolde. I en andra "våg" av berörda konstnärer kom ytterligare från 1900 August von Brandis, Hermann Stockmann, Ignatius Taschner, Hans von Hayek, Carl Thiemann, August Pfaltz, Paula Wimmer och Walther Klemm.  
Gruppen ägnade sig framför allt åt ett dekorativt stämningsmåleri i dova färger och stora samlade former med motiv från landskapet kring Dachau.
Vid den målarskola som Hölzel drev i Dachau fanns flera svenskar, bland andra Axel Törneman, Tora Vega Holmström och Ernst Norlind.